# Krystian Dulewicz
Krystian Dulewicz (ur. 2 października 1985, zm. 19 grudnia 2021) – polski operator i edukator filmowy.

## Życiorys

### Edukacja
Był absolwentem szkoły filmowej FAMO w Czechach (Filmová Akademie Miroslava Ondříčka) oraz Wydziału Operatorskiego Warszawskiej Szkoły Filmowej. Zasłynął jako twórca wielu spotów reklamowych oraz relacji telewizyjnych. Pełnił funkcję koordynatora i opiekuna programowego krajowych i międzynarodowych programów edukacji filmowej realizowanych w ramach CINEMAFORUM – Międzynarodowego Forum Filmów Krótkometrażowych w Warszawie, WAMA Film Festival w Olsztynie oraz Ogólnopolskich Spotkań Filmowych KAMERALNE LATO w Radomiu. Zajmował się także edukacją filmową. Odpowiadał za projekty edukacyjne organizowane w ramach Cinemaforum, WAMA Film Festiwal, festiwalu Kameralne Lato.

### Nagrody i odznaczenia
7 listopada 2021 roku na wniosek Zarządu Stowarzyszenia FILMFORUM Komitet Organizacyjny Nagród im. Jana Machulskiego podjął decyzję o przyznaniu Krystianowi Dulewiczowi Nagrody Specjalnej im. Jana Machulskiego za Całokształt Działań na Rzecz Młodego Polskiego Kina.

## Filmografia
Źródło: FilmPolski.pl
- Lokal zamknięty (2021) – zdjęcia
- To był lipiec 1945 (2020) – współpraca realizatorska
- Ostatnia szansa (2017) – zdjęcia lotnicze, sprzęt
- Patrz z czego będzie chleb (2017) – zdjęcia
- Dramat w fortach (2011) – operator kamery
- Leśne ssaki (2011) – zdjęcia